# Accidente aéreo de la selección de fútbol de Zambia
El accidente aéreo del seleccionado nacional de fútbol de Zambia ocurrió el 27 de abril de 1993 cuando un avión de Havilland Canada DHC-5 Buffalo perteneciente a la Fuerza Aérea de Zambia que transportaba a la Selección de fútbol de Zambia se estrelló en el océano Atlántico a 500 metros de Libreville, Gabón. El conjunto se dirigía a disputar un partido contra Senegal en Dakar por las eliminatorias africanas al Mundial de Fútbol de 1994. Murieron los veinticinco pasajeros junto con cinco miembros de la tripulación.
La investigación oficial llegó a la conclusión que el piloto apagó el motor equivocado luego de un incendio. Asimismo, la investigación encontró que el cansancio del piloto y un error de instrumentos contribuyeron al accidente.

## El accidente

Ruta de vuelo del avión siniestrado

El vuelo fue especialmente organizado por la Fuerza Aérea de Zambia para la selección de fútbol. Se tenían previstas tres escalas para recargar combustible: la primera en Brazzaville (Congo), la segunda en Libreville (Gabón) y la tercera en Abiyán (Costa de Marfil).
Durante la primera escala en Brazzaville se detectaron problemas con los motores. A pesar de ello, el vuelo continuó y pocos minutos después de despegar de Libreville, el motor izquierdo se incendió. El piloto apagó el motor derecho, haciendo que el avión perdiera potencia durante el despegue, cayendo al mar a 500 metros de la costa. La investigación oficial (revelada en 2003 por las autoridades aeronáuticas gabonesas) atribuyó las acciones del piloto a una luz de advertencia defectuosa y al cansancio por parte del piloto.

## Los pasajeros
Los Chipolopolo (apodo de la selección de fútbol de Zambia) eran un equipo prometedor, que tenía sus ojos puestos en la Copa Africana de Naciones y un lugar en su primer mundial.
Todas las treinta personas a bordo, incluyendo dieciocho jugadores y el cuerpo técnico, murieron en el accidente. El capitán del equipo, Kalusha Bwalya (posteriormente entrenador y presidente de la Asociación de Fútbol de Zambia), no estaba a bordo ya que estaba en los Países Bajos jugando para el PSV. Él había hecho arreglos para ir a Senegal por su cuenta. Charles Musonda, en aquel entonces jugando para el Anderlecht de Bélgica, tampoco estaba a bordo debido a que estaba lesionado.

### Las víctimas
Tripulación
- Coronel Fenton Mhone (piloto)
- Teniente Coronel Victor Mubanga (piloto)
- Teniente Coronel James Sachika (piloto)
- Mayor Edward Nhamboteh (ingeniero de vuelo)
- Cabo Tomson Sakala (auxiliar de vuelo)

Futbolistas
- Efford Chabala (portero)
- John Soko (defensa)
- Whiteson Changwe (defensa)
- Robert Watiyakeni (defensa)
- Eston Mulenga (defensa)
- Derby Makinka (centrocampista)
- Moses Chikwalakwala (centrocampista)
- Wisdom Mumba Chansa (centrocampista)
- Kelvin "Malaza" Mutale (delantero)
- Timothy Mwitwa (delantero)
- Numba Mwila (centrocampista)
- Richard Mwanza (portero)
- Samuel Chomba (defensa)
- Moses Masuwa (delantero)
- Kenan Simambe (delantero)
- Godfrey Kangwa (centrocampista)
- Winter Mumba (defensa)
- Patrick "Bomber" Banda (delantero)

Cuerpo técnico
- Godfrey "Ucar" Chitalu (entrenador)
- Alex Chola (asistente técnico)
- Wilson Mtonga (médico)
- Wilson Sakala

Otros
- Michael Mwape (directivo de la Asociación de Fútbol de Zambia)
- Nelson Zimba (servidor público)
- Joseph Bwalya Salim (periodista)[6]

## Investigación
Una campaña para que el reporte de la investigación fuera revelado continuó hasta la década de 2000. En noviembre de 2003 un reporte preliminar fue revelado por las autoridades aeronáuticas gabonesas. Sin embargo, familiares de las víctimas continúan presionando al gobierno de Zambia para que realice un reporte sobre cómo al avión se le permitió salir de Zambia.

## Consecuencias
Los miembros del seleccionado nacional que murieron en el accidente fueron enterrados en lo que sería conocido como "Heroes' Acre", justo a las afueras del Estadio de la Independencia en Lusaka. Un nuevo equipo fue formado rápidamente bajo el liderazgo de Bwalya y tuvo ante sí la tarea de completar el camino en las eliminatorias al mundial y al mismo tiempo disputar la clasificación para la la siguiente Copa Africana de Naciones. El equipo resucitado logró llegar a la final ante Nigeria. A pesar de perder la final, los integrantes del equipo regresaron a su patria como héroes.
En 2012, Zambia ganó la Copa Africana de Naciones en Libreville, cerca del sitio del accidente. La victoria fue dedicada a aquellos que perdieron sus vidas en el accidente. Zambia venció a Costa de Marfil 8-7 en penales luego de que el partido terminara 0-0 en el tiempo reglamentario y el tiempo extra.